# Municipio de Cedar Grove (condado de Orange)
El municipio de Cedar Grove (en inglés: Cedar Grove Township) es un municipio ubicado en el  condado de Orange en el estado estadounidense de Carolina del Norte. En el año 2000 tenía una población de 4.930 habitantes.

## Geografía
El municipio de Cedar Grove se encuentra ubicado en las coordenadas 36°11′28.53″N 79°11′0.2″O / 36.1912583, -79.183389.